# Bacilli
Bacilli är en klass av gram-positiva bakterier. Ska inte blandas ihop med släktet Bacillus.
Bacilli består av två ordningar, Bacillales och Lactobacillales.